# Alfred Wittinghofer
Alfred Wittinghofer (23 de maio de 1943) é um bioquímico alemão.
Wittinghofer estudou química a partir de 1963 na Universidade Técnica da Renânia do Norte-Vestfália em Aachen concluíndo com o diploma em 1968 e doutorado em 1971 no Deutsches Wollforschungszentrum em Aachen. Em seguida foi até 1973 pós-doutorando na Universidade da Carolina do Norte e a partir de 1974 Wissenschaftlicher Assistent no Instituto Max Planck de Pesquisa Médica em Heidelberg, onde foi a partir de 1980 chefe de grupo. Obteve em 1992 a habilitação em bioquímica na Universidade de Heidelberg. Foi de 1993 a 2009 Diretor da seção de biologia estrutural do Instuituto Max Planck de Fisiologia Molecular em Dortmund, e desde 1994 é professor honorário de bioquímica na Universidade Ruhr de Bochum. É atualmente "Emeritiertes Wissenschaftliches Mitglied" do Instituto.
Wittinghofer e colegas investigam a estrutura, função e funcionamento do produto oncogene RAS.

## Prêmios e condecorações
- Prêmio Louis-Jeantet de Medicina (2001)
- Membro da Academia Leopoldina (2001)
- Medalha Richard Kuhn da Sociedade Alemã de Química (2002)
- Deutscher Krebspreis (2003)
- Medalha Otto Warburg (2003)
- Membro da Academia de Ciências da Renânia do Norte-Vestfália (desde 2002)
- Membro da Academia Europaea (desde 2001)
- Membro honorário da Sociedade dos Bioquímicos do Japão (desde 2002)
- Membro da Organização Europeia de Biologia Molecular (desde 1995)
- Palestra Felix Hoppe-Seyler (1998)
- Palestra Rudolf Virchow da Universidade de Würzburgo (2002)